# Hüsker Dü
Hüsker Dü – amerykański zespół punkrockowy z Minneapolis-Saint Paul.

## Historia
Powstał w 1979, kiedy wokalista/gitarzysta Bob Mould, basista Greg Norton, wokalista/perkusista Grant Hart i klawiszowiec Charlie Pine zaczęli razem grać. Mould był wówczas studentem pierwszego roku w Macalester College i często bywał w sklepie z płytami, gdzie sprzedawcą był Hart. Z kolei Hart spotkał po raz pierwszy Nortona, gdy obaj składali podanie o tę samą pracę. Mould i Hart byli zagorzałymi fanami Ramones i po zwerbowaniu Nortona i Pine'a utworzyli zespół. Nazwa zespołu Hüsker Dü została zapożyczona od nazwy pamięciowej gry dla dzieci Husker Du? (popularnej w Danii i Szwecji w latach 60.). Husker du? dosłownie oznacza w językach duńskim i norweskim czy pamiętasz?. Znaki diakrytyczne użyte w nazwie grupy nie mają nic wspólnego z ortografią ani wymową, jest to tzw. "heavymetalowy pseudoumlaut". Mould w jednym z wywiadów przyznał, że przypadła mu do gustu tajemniczość słów, które wyróżniały się na tle innych nazw zespołów punkowych.
Zespół zadebiutował 30 marca 1979 i jeszcze tego samego dnia został z niego wyrzucony Pine. Do 1980 Hüsker Dü grał regularnie w Minneapolis. Przez ten czas ich muzyka ciągle się rozwijała. Grali szybko, głośno i dynamicznie – wyróżniając się spośród innych zespołów punkrockowych. W 1981 roku firma Terry'ego Katzmana Reflex Records wypuściła ich pierwszy singel "Statues". Ponadto zwrócili na siebie uwagę Jello Biafry z Dead Kennedys i członków Black Flag, z którymi zaczęli występować i tym samym zyskiwać sobie fanów. Wkrótce podpisali kontrakt z Gregiem Ginnem i znaleźli się w jego wytwórni SST Records.
Ich dwa pierwsze albumy: Land Speed Record (koncertowy; 1982) i Everything Falls Apart (studyjny; 1983) prezentowały dość gwałtowną muzykę. Następny minialbum Metal Circus z 1983 prezentował już lepsze umiejętności muzyków od strony technicznej i kompozytorskiej. Był bardziej melodyjny niż jego dwaj poprzednicy, choć równie intensywny. Dużą popularność zdobył utwór "Diane", który często był emitowany przez dziesiątki stacji radiowych w kampusach studenckich na terenie USA.
W 1984 ukazał się na rynku podwójny album Zen Arcade, który został nagrany i zmiksowany w ciągu 45 godzin kosztem 3200 dolarów. Zen Arcade jest albumem koncepcyjnym przedstawiającym historię młodego chłopaka, który opuszcza dom, by w obliczu otaczającej go trudnej rzeczywistości odnaleźć swoje miejsce w życiu. Płyta zdobyła uznanie wielu krytyków, którzy później uznali ją za największe osiągnięcie zespołu. Pozwoliła również grupie zaistnieć poza środowiskiem punkowym. David Fricke z magazynu muzycznego Rolling Stone określił ją mianem thrashowej Quadrophenii. Album sprzedawał się na tyle dobrze, że SST Records, która swoje najpopularniejsze płyty sprzedawała w liczbie tysięcy kopii, tym razem miała problem z nadążaniem z produkcją.
Płyty: New Day Rising i Flip Your Wig (obie z 1985) nagrane i wydane za ciosem swojej wielkiej poprzedniczki prezentowały kontynuację nurtu – niekiedy nawet całkowicie uspokajając gwałtowność i ton – nawiązując momentami do muzyki pop lat 60. XX wieku.
W czasie sesji nagraniowej do albumu Flip Your Wig wytwórnia Warner Bros. zaproponowała zespołowi kontrakt płytowy. Muzycy czując, że dotychczasowa współpraca z firmą SST Records – która borykała się z ciągłymi problemami dystrybucyjnymi (co utrudniało sytuację Hüsker Dü na rynku muzycznym) – osiągnęła maksymalny pułap możliwości, postanowili podpisać umowę z Warnerem, zastrzegając sobie jednak prawo do pełnej kontroli nad poczynaniami artystycznymi.
Dwie kolejne płyty z 1986 i 1987 nagrane dla Warnera: Candy Apple Grey i Warehouse: Songs and Stories ukazały zespół jako dojrzały w warstwie zarówno muzycznej, jak i tekstowej. Po samobójstwie menadżera grupy Davida Savoya (tuż przed wydaniem albumu Warehouse: Songs and Stories), większość jego obowiązków przejął Bob Mould. W tym czasie konflikt między nim a Grantem Hartem na tle osobistym i artystycznym przybrał na sile, co doprowadziło do rozpadu zespołu. Zespół został rozwiązany 26 stycznia 1988 roku.
W październiku 1994 roku ukazał się zapis ostatnich koncertów Hüsker Dü z 1987 roku pt. The Living End.
Mould po rozpadzie Hüsker Dü rozpoczął karierę solową (w latach 90. XX wieku grał w utworzonym przez siebie zespole Sugar), Hart zajął się swoją nową grupą Nova Mob natomiast Norton przerwał granie i otworzył wspólnie z żoną restaurację. Dopiero w 2006 chwycił z powrotem za gitarę i dołączył do zespołu The Gang Font, z którym nagrał w 2007 album.
14 września 2017 roku Grant Hart w wieku 56 lat zmarł na raka.

## Muzycy
- Bob Mould – śpiew, gitara
- Greg Norton – gitara basowa
- Grant Hart – śpiew, perkusja

## Dyskografia

### Albumy studyjne
- Everything Falls Apart (1983)
- Zen Arcade (1984)
- New Day Rising (1985)
- Flip Your Wig (1985)
- Candy Apple Grey (1986)
- Warehouse: Songs and Stories (1987)

### Minialbumy
- Metal Circus (1983)
- Don't Want to Know If You Are Lonely (1986)
- Sorry Somehow (1986)
- Could You Be the One? (1987)
- Ice Cold Ice (1987)

### Albumy koncertowe
- Land Speed Record (1982)
- The Living End (1994)

### Single
- "Statues" (1981)
- "In a Free Land" (1982)
- "Eight Miles High" (1984)
- "Celebrated Summer" (1984)
- "Makes No Sense at All" (1985)
- "Don't Want to Know If You Are Lonely" (1986)
- "Sorry Somehow" (1986)
- "Could You Be the One?" (1987)
- "Ice Cold Ice" (1987)